# Innaarsuit
Innaarsuit (zastarale Ivnârssuit) je ostrovní sídlo v kraji Avannaata v Grónsku. Nachází se na stejnojmenném ostrově v Upernavickém souostroví. V roce 2017 tu žilo 171 obyvatel. Název osady znamená "typické útesy".

## Počet obyvatel
Innaarsuit je jedna z mála osad v Upernavickém souostroví, jejichž počet obyvatel roste. Počet obyvatel Innaarsuitu neustále roste, podobně jako počet obyvatel osad Kullorsuaq a Tasiusaq.

## Ohrožení ledovcem 2018
Dne 10. června 2018 k vesnici připlul ledovec, který se zasekl o dno. I malý úlomek z něho způsobil velké vlny. Z obavy ze zatopení byli proto evakuováni obyvatelé ohrožené zóny u pobřeží.